# Мурманск-198
Мурманск-198 — советский документальный телефильм Арнольда Алтмяэ по сценарию Юрия Визбора, снятый в 1979 году.

## О фильме
Документальный фильм о Северном морском пути. В фильме Юрий Визбор, кроме своих, исполняет песни Сергея Никитина и Виктора Берковского.

## Награды
- В 1980 году этот фильм получил главный приз Международного фестиваля документального кино в Юрмале[1].